# Tsézar Kúnikov
Tsézar Lvóvich Kúnikov (en ruso: Цезарь Львович Куников, 23 de junio de 1909, Rostov del Don-14 de febrero de 1943, Gelendzhik) fue un oficial soviético, comandante del grupo de desembarco que capturó el campo de operaciones Málaya Zemlia, Héroe de la Unión Soviética.

## Biografía
Nació en Rostov del Don el 23 de junio de 1909 en una familia judía. Su padre, Lev Moiséyevich Kúnikov, trabajaba como ingeniero-constructor de maquinaria y su madre, Tatiana Abramovna Jeifits (1875—1957), era ama de casa. En 1918 su familia tras la retirada del Ejército Rojo se trasladó de Rostov a Esentukí y en 1920 a Bakú. Junto con su padre el joven Kúnikov visitó Persia. En 1924 ambos fueron enviados a restablecer la producción de un alto horno en Makiivka, donde Tsézar comenzó a trabajar en la fábrica metalúrgica Yugostal como aprendiz de auxiliar de laboratorio, cerrajero y tonero.
En primavera de 1925 entró en el Komsomol. A finales de 1925 toda la familia se trasladó a Moscú. Trabajó como cerrajero en la fábrica Soyuz, y luego como tornero en una fábrica de frenos. En 1928 se graduó en la Escuela Superior Naval Militar M. V. Frunze de Leningrado. Tras cinco meses de estudios cayó enfermo y fue despedido de la escuela. Tras su curación trabajó de mecánico de la flota. En 1930 volvió a Moscú. En 1931 en la Universidad Técnica Estatal Bauman de Moscú. Desde 1932 administra el sector de la industria de guerra del comité del Komsomol de Moscú. Finaliza sus estudios en la Academia Industrial de Moscú y en el Instituto de Construcción de Maquinaria Bubnov de Moscú, con dos diplomaturas, una como ingeniero organizador de la producción de la construcción de maquinaria y otro como técnico mecánico. A los 26 años entró a trabajar en una fábrica de amoladoras de Moscú. Comenzando por los escalafones inferiores, en 1938 era nombrado técnico jefe de la fábrica. Desde octubre de ese año trabajó como jefe de la dirección técnica del Comisariado del pueblo para la construcción de maquinaria, y redactor responsable del periódico para toda la Unión Soviética La construcción de maquinaria. Fue condecorado con la Medalla de la Distinción Laboral.
Con el comienzo de la Gran Guerra Patria fue instructor político como mayor de la reserva. Kúnikov entró como voluntario en el ejército. Fue asignado a la Marina en septiembre de 1941. Comandó un grupo de la flotilla del mar de Azov y más tarde un grupo de lanchas de guardia, combatiendo cerca de Taganrog y Mariúpol. Como jefe de un batallón de infantería de marina tomó parte activa en la defensa de Temriuk y Kerch. En lo sucesivo tuvo el mando del 305 batallón especial de infantería de marina del grupo de ejército del mar Negro.
Como parte de la operación More de distracción de las fuerzas del adversario, en la noche del 3 al 4 de febrero de 1943 un grupo de desembarco de infantes de marina voluntarios (275 soldados) bajo el mando del mayor Kúnikov con las mínimas pérdidas (tres heridos y un muerto) penetró las líneas enemigas en la costa bien defendida cercana a Novorosíisk cerca del cabo Mysjako, en la zona denominada Málaya Zemlia. Al amanecer se sostuvo un encarnizado combate, resistiendo 18 ataques del adversario. Al final del día los se quedaban sin pertrechos y la posición de los soldados soviéticos parecía sin salida. Entonces el grupo del mayor Kúnikov hizo un ataque a la batería de artillería alemana destruyendo y capturando varias piezas. El fracaso del principal desembarco hizo que tuvieran que aguantar siete días los ataques enemigos.

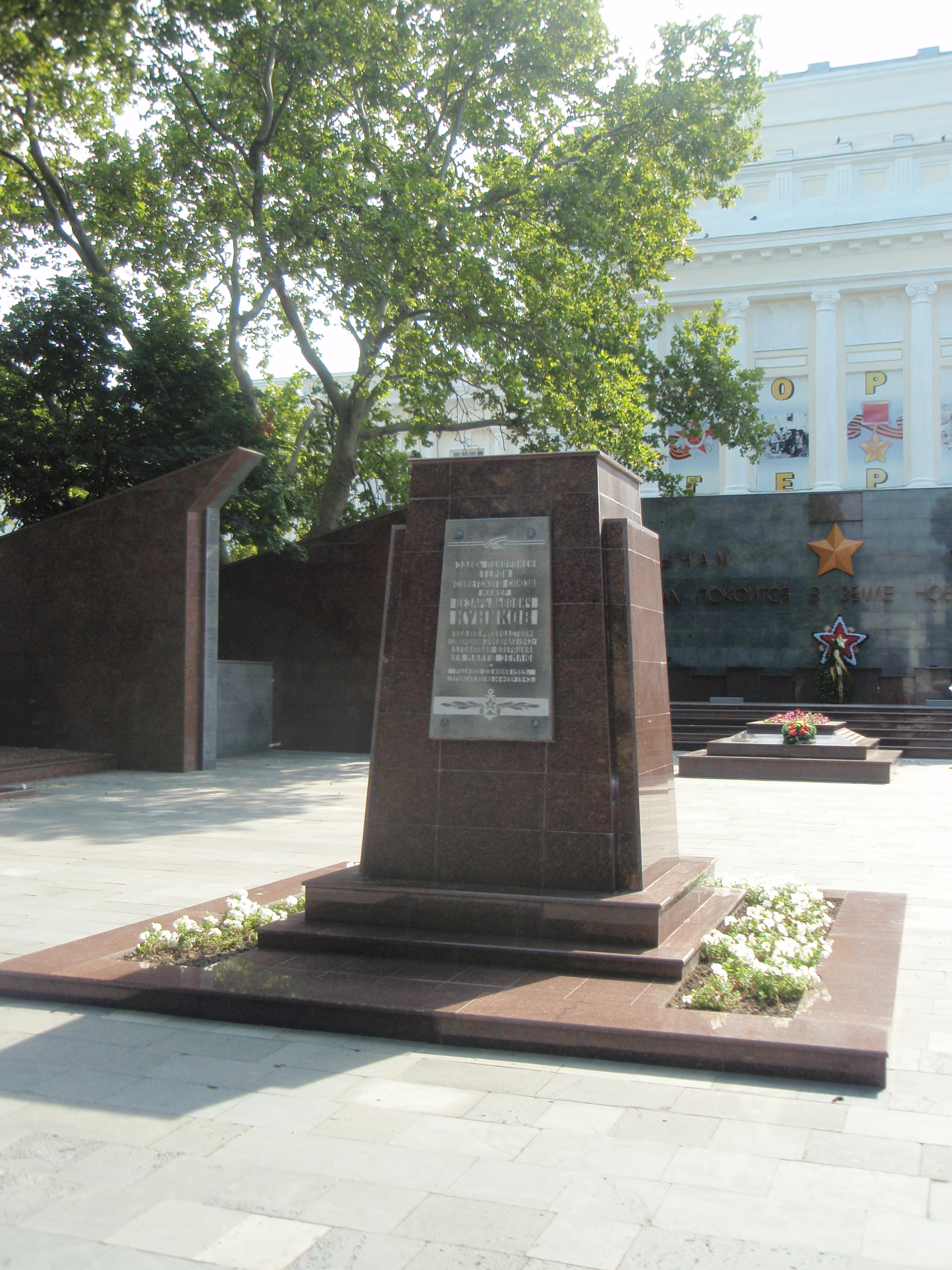
Monumento en Novorosíisk.

En la noche del 12 de febrero Kúnikov fue herido mortalmente por la explosión de una mina en Málaya Zemlia, siendo evacuado a Gelendzhik, donde moriría el 14 de febrero por las heridas. Fue enterrado en la Plaza de los Héroes de Novorosíisk.
Por decreto del Soviet Supremo de la URSS del 17 de abril de 1943 se le concedió póstumamente el título de Héroe de la Unión Soviética. Asimismo recibió la orden de Lenin, la de Orden de Alejandro Nevski y la Orden de la Bandera Roja

## Homenaje
Sobre la batalla en la que murió se escribió la novela de la Trilogía de Brézhnev La pequeña parcela y el libro de P. Ya Mezhiritski Camarada Mayor (Tovarishch Maior). Tiene calles en varias localidades.